# Linnaeoxanthus acanthomerus
Linnaeoxanthus acanthomerus is een krabbensoort uit de familie van de Xanthidae. De wetenschappelijke naam van de soort is voor het eerst geldig gepubliceerd in 1911 door Rathbun.